# Iain Bonomy
Lord Iain Bonomy (Motherwell, 15 januari 1946) is een Brits jurist. Na een loopbaan als advocaat werd hij benoemd tot rechter van de hoogste gerechtshoven van Schotland. Van 2004 tot 2009 maakte hij tijdelijk een zijstap naar het Joegoslavië-tribunaal.

## Levensloop
Bonomy studeerde vanaf 1964 aan de School of Law van de Universiteit van Glasgow en slaagde hier in 1968 als Bachelor of Laws. Enkele decennia later, in 2006, ontving hij een eredoctoraat van deze universiteit. Na zijn studie klom hij op van leerling-advocaat, tot Queen's Counsel in 1993 en Advocate Depute van 1990 tot 1996.
Van 1997 tot 2004 was hij senator van het College van Justitie, wat in de praktijk betekent dat hij rechter was van de twee hoogste gerechtshoven van Schotland: de Court of Session en de High Court of Justiciary. Hier behandelde hij zaken in eerste aanleg en hoger beroep op zowel het gebied van burgerlijk recht als strafrecht.
Bonomy is schrijver van het programma Improving Practice - The 2002 Review of the Practice en Procedure of the High Court of Justiciary. Verder speelde hij de rol van rechter tijdens juridische seminars van de Duitse rechteracademie en nam hij geregeld deel aan conferenties op het gebied van ontvoering van kinderen. Hij werd benoemd tot Honorary Bencher van de advocatenkamer Inner Temple.
Van 2004 tot 2009 was hij rechter van het Joegoslavië-tribunaal in Den Haag en was hij onder meer betrokken in de zaak tegen Radovan Karadžić. In 2010 werd hij benoemd tot rechter van het Schotse Inner House.